# Leistus piceus
Leistus piceus är en skalbaggsart som beskrevs av Frölich 1799. Leistus piceus ingår i släktet Leistus, och familjen jordlöpare. Arten har ej påträffats i Sverige.